# 伊夫琴科-进步设计局
伊夫琴科-进步设计局（第478试验设计局）是前苏联乌克兰的一家航空发动机设计机构。
世界上最大的飞机安-225、最大的直升机米-26，均使用该设计局的航空发动机。

## 历史
发动机由马达西奇公司生产。该厂位于扎波罗热，在1930年称巴拉诺夫第29发动机制造厂，从事进口发动机修理。什韦措夫设计的苏联第一台国产航空发动机М-11，由莫斯科第4发动机制造厂转移给巴拉诺夫第29发动机制造厂继续生产。该厂的设计部即为伊夫琴科设计局前身。
1929年至1934年，巴拉诺夫第29厂引进了法国土地神-罗纳公司的许可证生产480马力М-22九缸星形气冷发动机。
1935年量产850马力М-85星形双排十四缸气冷发动机。1930年代末，开始设计2000马力的М-90发动机，洛塔列夫调入领导减速器设计小组。
苏德战争爆发后，工厂东迁鄂木斯克，М-99发动机的研制下马。Ash-82成为苏联当时唯一的2000马力航空发动机。
东迁三个月后，第29厂在鄂木斯克开始为ДБ-3Ф远程轰炸机与苏-2轻型轰炸机大规模生产1100马力М-88Б发动机。战争时期，第29厂设计局总设计师Е·В·乌尔明，伊夫琴科任副局长，洛塔列夫任主任设计师。 1943年，第29厂改产什韦措夫设计局的АШ-82ФН发动机，这是前线急需的拉-5、拉-7歼击机与图-2前线轻型轰炸机的2000马力发动机。
二战结束后，第29厂及其设计局复员回到扎波罗热，二者分家，独立组建了第478设计局，由伊夫琴科领导，洛塔列夫担任М-26发动机的主任设计师。设计局研制出一系列AI系列活塞发动机：
55马力的АИ-4Г（用于卡-10直升机）、80马力的АИ-10、175马力的АИ-12、260-340马力的АИ-14（用于量产的卡-15直升机和卡-18舰载直升机）、500马力的АИ-26ГР、575马力的АИ-26ГРФ（用于雅克-100直升机、米-1直升机）。
进入喷气发动机时代后，苏联国家航空技术装备委员会决定把研制活塞式发动机的第478设计局员工数量削减一半。478设计局被迫转向喷气发动机领域，于1953年研制出250马力的ТС-12涡轮起动机，用于库兹涅佐夫设计局НК-12涡桨发动机，装备图-114客机和安-22运输机、别-12水上飞机、伊尔-38反潜机、安-22多用途飞机及一系列气垫船、水翼艇等。
1956年研制成功的4000马力АИ-20涡桨发动机，使得第478设计局在喷气时代站稳脚跟。装备在安-10、安-12运输机和伊尔-18客机。
1960年，研制出2550马力АИ-24涡桨发动机，用于安-24支线客机、安-26运输机和安-30航空测绘飞机。АИ-25发动机用于雅克-40支线客机、L-39教练机。
六十年代初开始设计高涵道比涡扇发动机Д-18Т及其缩小版Д-36。1971年研制出苏联第一种大涵道比洛塔列夫D-36发动机，三轴6500公斤推力，用于安-60与雅克-42客机、安-72运输机以及安-74多用途飞机。 在此基础上研制了世界上功率最大的11000马力涡轴发动机Д-136，装备了米-26直升机。Д-36基础上发展了Д-436Т系列，用于图-334客机和别-200水上飞机。
Д-36的成功，使得25000公斤推力的Д-18Т涡扇发动机研制于1977年获得批准，用于世界上最大的两款运输机安-124和安-225。
历任负责人：
- 1945–1968: 阿列克萨恩德尔·格奥尔基耶维奇·伊夫琴科（俄语：Ивченко, Александр Георгиевич）
- 1968–1989: 弗拉基米尔·阿列克谢耶维奇·洛塔列夫（俄语：Лотарев, Владимир Алексеевич）
- 1989-2010: 菲德尔·米哈伊洛维奇·穆拉夫先科（英语：Fedir Muravchenko）
- 2010-: Ihor Fedorovych Kravchenko（英语：Ihor Fedorovych Kravchenko）

## 产品

### 涡扇
- Ivchenko AI-25（英语：Ivchenko AI-25）
- Lotarev DV-2
- Progress AI-22（英语：Progress AI-22）
- Progress AI-222

### 高涵道比涡扇
- Lotarev D-18T
- Lotarev D-36（英语：Lotarev D-36）
- Progress D-436（英语：Progress D-436）

### 桨扇
- Progress D-27（英语：Progress D-27）
- Lotarev D-236T（英语：Lotarev D-236T）

### 涡桨
- Ivchenko AI-20（英语：Ivchenko AI-20）
- Ivchenko AI-24（英语：Ivchenko AI-24）
- Ivchenko-Progress Motor Sich AI-450S（英语：Ivchenko-Progress Motor Sich AI-450S）/ S2

### 涡轴
- Lotarev D-136（英语：Lotarev D-136）

### 涡喷
- Ivchenko AI-7（英语：Ivchenko AI-7）

### 活塞发动机
- Ivchenko AI-4（英语：Ivchenko AI-4）
- Ivchenko AI-10（英语：Ivchenko AI-10）
- Ivchenko AI-14
- Ivchenko AI-26（英语：Ivchenko AI-26）

## 參閲
- 马达西奇公司
- 曙光-机器设计科研生产联合体, 另一家位於烏克蘭尼古拉耶夫的發動機設計局